# Soando
Soando (koreanska: 소안도) är en ö i Sydkorea.   Den ligger i provinsen Södra Jeolla, i den södra delen av landet, 400 km söder om huvudstaden Seoul. Arean är 23,2 kvadratkilometer. Ön ligger i sin helhet i socknen Soan-myeon.
Terrängen på Soando är lite kuperad. Öns högsta punkt är 347 meter över havet. Den sträcker sig 10,0 kilometer i nord-sydlig riktning, och 5,2 kilometer i öst-västlig riktning.